# Dorfkirche Cammer

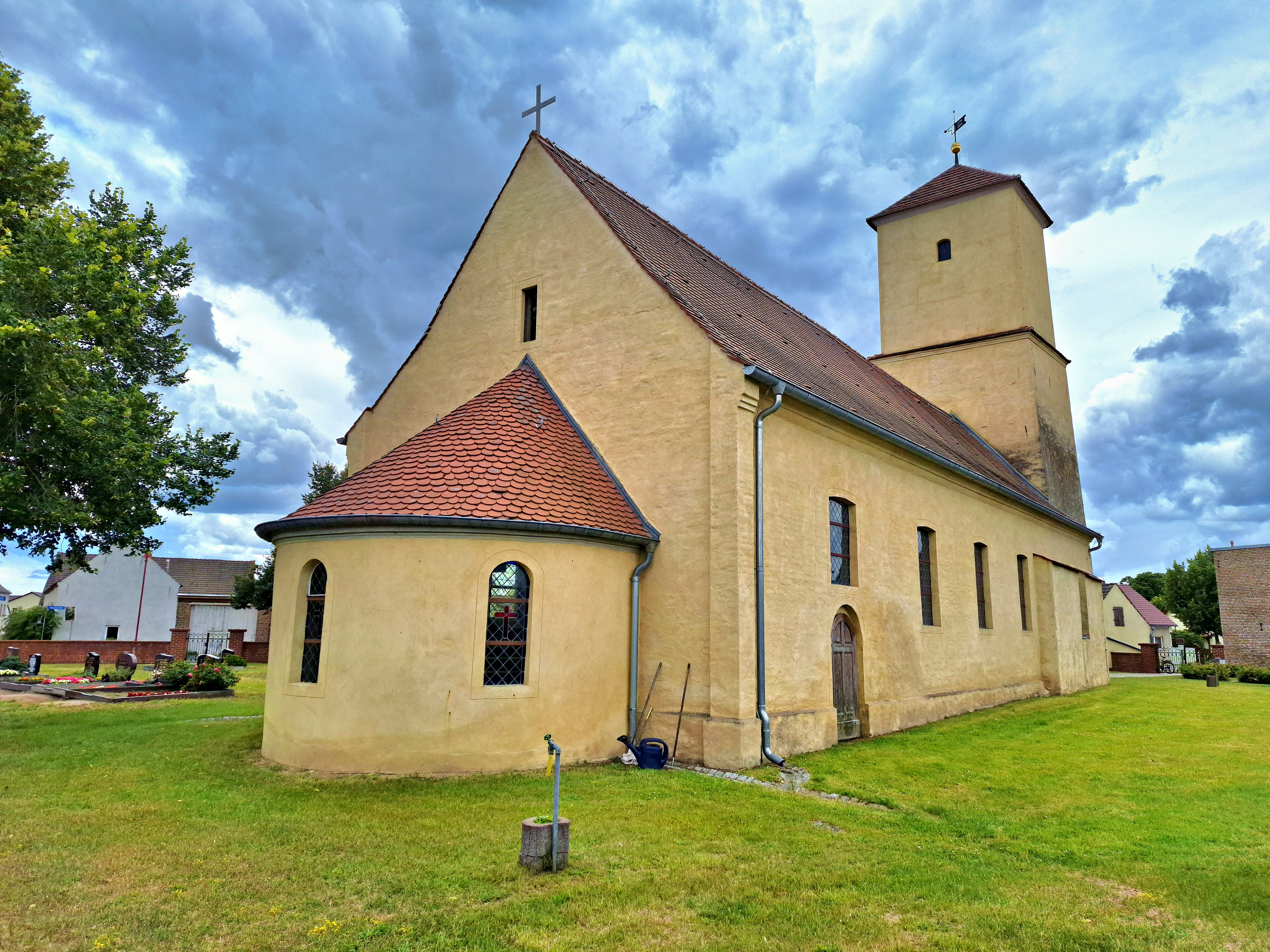
Dorfkirche Cammer

Die evangelische Dorfkirche Cammer ist eine Saalkirche in Cammer,
einem Ortsteil der Gemeinde Planebruch im Landkreis Potsdam-Mittelmark im Land Brandenburg. Die Kirchengemeinde gehört zum Kirchenkreis Mittelmark-Brandenburg der Evangelischen Kirche Berlin-Brandenburg-schlesische Oberlausitz.

## Lage
Die Landstraße 85 führt als Hauptstraße von Nordwesten kommend in südöstlicher Richtung durch den Ort. Im Dorfzentrum zweigt die Lehniner Straße nach Norden hin ab. Das Bauwerk steht nordwestlich dieser Kreuzung auf einem Grundstück, das mit einer Mauer aus rötlichen Mauersteinen eingefriedet ist.

## Geschichte

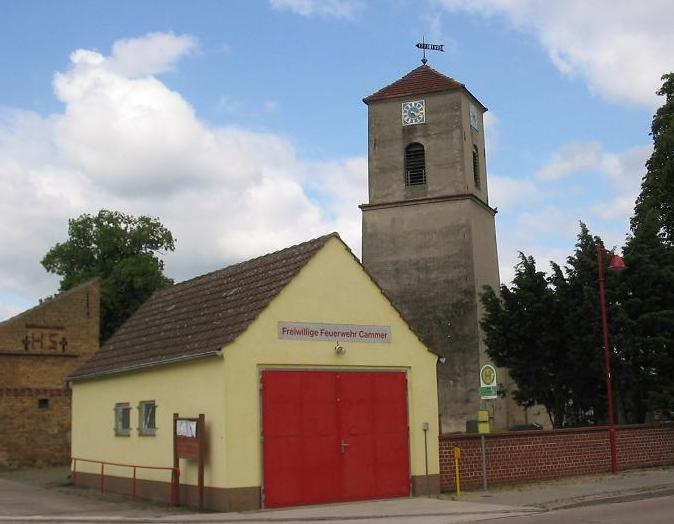
Dorfkirche, im Vordergrund das Feuerwehrgebäude

Das exakte Baudatum ist bislang nicht bekannt. Das Brandenburgische Landesamt für Denkmalpflege und Archäologische Landesmuseum (BLDAM) weist in seiner Denkmaldatenbank lediglich auf einen mittelalterlichen Feldsteinbau hin. Die Kirche dürfte demnach in der zweiten Hälfte des 15. Jahrhunderts entstanden sein. Bekannt ist, dass der Sakralbau im Jahr 1775 mit Mauersteinen nach Osten hin erweitert wurde. Dabei wurden sämtliche Öffnungen verändert und der Kirchturm erhielt einen Aufsatz. Ende des 19. Jahrhunderts kam eine Apsis hinzu. Im Jahr 1975 wurde die Kirche unter Einbeziehung der Bevölkerung in Eigenleistung saniert. Durch die Verwendung eines rauen Außenputzes wurde das Bauwerk aus Sicht des Dehio-Handbuchs „entstellend verputzt“. Der Förderkreis Alte Kirchen Berlin-Brandenburg weist darauf hin, dass neben der optischen Einschränkung das „stark zementhaltige Material“ zu „gravierenden Feuchtigkeitsschäden“ führte. Im Jahr 2011 wurde eine Schadensanalyse durchgeführt. Im Ergebnis war das Gebälk im Kirchturm stark verfault und die Statik gefährdet. Bis 2014 wurde eine Sanierung durchgeführt, bei der auch ein atmungsaktiver Kalkputz aufgetragen wurde. Aus Gründen des Denkmalschutzes wurde auf die bislang vorhandenen Regenrinnen verzichtet. Das Wasser sollte durch eine wasserabführende Lehmschicht vom Gebäude transportiert werden. Einige Jahre später stellten Experten fest, dass die Maßnahmen nicht ausreichend waren. Daher wurden zwischenzeitlich Dachrinnen installiert. Anschließend soll in oder nach 2020 mit der Sanierung des Innenraums begonnen werden.

## Baubeschreibung
Das Bauwerk wurde im Wesentlichen aus Feldsteinen errichtet, die später verputzt wurden. In der halbrunden Apsis sind drei kleine Rundbogenfenster. Das Kirchenschiff hat einen rechteckigen Grundriss. Auf seiner Südseite sind im Langhaus fünf gedrückt-segmentbogenförmige Fenster.
Der Kirchturm wurde im unteren Geschoss ebenfalls aus Feldsteinen, darüber aus Mauersteinen errichtet. Er hat an seiner Nord-, West- und Südseite je eine rundbogenförmige Klangarkade, darüber eine Turmuhr. Der Turm schließt mit einem Pyramidendach mit Turmkugel und Wetterfahne ab.

## Ausstattung
Zur Kirchenausstattung gehört eine spätmittelalterlich oder frühneuzeitliche Kirchentruhe. Im Turm hängt eine Glocke aus Bronze, die im Jahr 1471 gegossen wurde.